# David Box
Harold David Box, né le 11 août 1943 et mort le 23 octobre 1964 est un musicien de rock and roll américain au début des années 1960. Box a été influencé par son compatriote  Buddy Holly, et a même pris sa place en tant que chanteur de son groupe, The Crickets, peu de temps après la mort de Holly. Box a également collaboré avec Roy Orbison et a connu un succès local avec son propre groupe, the Ravens.
Les enregistrements survivants montrent que David Box était tout aussi à l'aise pour faire des reprises de chansons établies ("That's All I Want from You", "Apache", "Funny How Time Slips Away", etc.) et ses propres compositions. Sa gamme vocale était également flexible ; dans les chansons optimistes, il ressemble un peu à Buddy Holly, et dans les ballades, il est évidemment influencé par Roy Orbison. Box a enregistré principalement pour des maisons de disques indépendantes, mais son disque de "Little Lonely Summer Girl" est devenu un succès régional à l'été 1964, et il était sur le point de signer un contrat avec RCA Victor à l'automne.

## Vie et carrière
Harold David Box est né de Virginie et Harold Box le 11 août 1943 à Sulphur Springs, au Texas, aux États-Unis. La famille de Box a déménagé à Lubbock, au Texas, en 1946. Box a été grandement influencé par son père, un musicien de violon Western Swing autodidacte et a commencé à chanter à l'âge de trois ans, faisant des apparitions publiques à cette époque. Son père lui a appris à jouer de la guitare à l'âge de neuf ans. Son style a ensuite été influencé par les enregistrements de Buddy Holly. En 1958, Box a formé son propre groupe, The Ravens, avec Box au chant et la guitare Fender Stratocaster, et ses camarades de classe Lynn Bailey à la basse, et Ernie Hall à la batterie. Le groupe a coupé ses premières démos au Mitchell Studio à Lubbock.
En tant que voisin proche des parents de Jerry Allison, Ernie Hall a rapporté que The Crickets avait besoin d'un remplaçant pour le guitariste et chanteur Sonny Curtis, qui avait été enrôlé dans l'armée. Les Ravens ont envoyé leurs démos et ont auditionné, remportant finalement le rôle ; Box et Hall se sont rendus à Los Angeles pour couper le prochain single des Crickets. La composition de Box et Hall, "Don't Cha Know", a été utilisée comme face A, tandis qu'une composition de Buddy Holly, "Peggy Sue Got Married" a été utilisée comme face B. Box a joué de la guitare et a chanté, Joe B. Mauldin a joué de la basse, Ernie Hall a joué de la batterie sur "Don't Cha Know", tandis que Jerry Allison a joué de la batterie sur "Peggy Sue Got Married" et de la guitare acoustique sur "Peggy Sue Got Married". C'était le dernier single des Crickets sur Coral Records. Pendant les trois semaines suivantes, Box a soutenu les Crickets en tournée avant de rentrer chez eux pour terminer leur scolarité. Box a continué sa musique en tant qu'artiste solo principalement au Ben Hall / Hi-Fidelity Studio situé à Big Spring, au Texas, avec des performances spécifiques lors de la tournée sur la côte Est, et a joué de la guitare pour le premier enregistrement américain de Dusty Springfield à RCA. Box a également été inclus dans le radio d'août 1964 KILT Back-to-School Show au Sam Houston Coliseum Houston, au Texas.
David Box et son collègue artiste texan, B. J. Thomas, étaient tous deux compagnons de label signés au label indépendant Joed.
Le 23 octobre 1964, David Box était un passager dans le petit Cessna 172 Skyhawk, piloté par Bill Daniel, y compris les passagers Carl Banks et Buddy Groves de The Kings Band Houston, au Texas. Les autres membres du groupe, Glen Spreen et Bill Tillman, ont été invités plus tôt sur ce vol, cependant, tous deux ont refusé ; David Box, qui était un musicien invité, a accepté l'invitation. Leur avion s'est écrasé, le tuant. De nombreux comptes existent à propos de ce jour-là avec une erreur pilote donnée comme facteur contributif final.

## Honneurs
Box a été intronisé à titre posthume au West Texas Music Hall of Fameet le Buddy Holly Walk of Fame (West Texas Walk of Fame) à Lubbock en septembre 2006.

## "Out of The Box"
"Out of the Box : The 50th Anniversary Tribute To David Box Songs" a été commandé et sorti sur CD en octobre 2014 par la sœur cadette de Box, Rita Box Peek. L'album est une refonte instrumentale contemporaine des chansons de David Box, interprétée par le musicien de Lubbock Brian McRae. McRae a joué la guitare Stratocaster originale de David Box (en duo et en solo) sur l'album.
Rita, connue comme la gardienne de l'héritage de David Box, a coproduit avec Brian McRae "pour étendre la musique de David Box dans un nouveau format pour le 21e siècle et au-delà". L'album a été publié en conjonction avec un hommage à David Box qu'elle a organisé et présenté au Buddy Holly Center de Lubbock le 22 octobre 2014, à la veille du cinquantième anniversaire de son décès. McRae a interprété toutes les chansons du CD et Rita Box Peek a chanté "Don't You Know" (sa version du tube de David, "Don't Cha Know") lors de l'événement. Les conférenciers invités comprenaient Rita Box Peek, Peggy Sue Gerron, Glen Spreen et Dow Patterson.
"Out of The Box" a été publié pour la première fois en format numérique sur le site Web de CDBaby en octobre 2018 (ce mois-là, Rita Box Peek a également sorti son premier album de jazz, Just for You,, Produit et soutenu par Brian McRae).

## Discographie

### Célibataires
| Année | titre                                                    | Étiquette    |
| ----- | -------------------------------------------------------- | ------------ |
| 1960  | Don't Cha Know" / "Peggy Sue Got Married"                | Coral Reocrd |
| 1962  | I Do The Best I Can" / "Waitin                           | Joed         |
| 1962  | If You Can't Say Something Nice" / "I've Had My Moments" | Candix       |
| 1964  | If You Can't Say Something Nice" / "Sweet, sweet, day    | Joed         |
| 1964  | Little Lonely Summer Girl" / "No One Will Ever Know      | Joed         |

*Avec Les Grillons

### Albums
| Année | titre                           | Étiquette             |
| ----- | ------------------------------- | --------------------- |
| 2002  | The David Box Story             | Rollercoaster Records |
| 2014  | Out of The Box                  | Rita Box Peek         |
| 2015  | L'histoire de David Box Vol. II | Rollercoaster Records |